# 8063 Cristinathomas
8063 Cristinathomas este un asteroid din centura principală de asteroizi.

## Descriere
8063 Cristinathomas este un asteroid din centura principală de asteroizi. A fost descoperit pe 7 decembrie 1977 la Observatorul Palomar de Schelte J. Bus. Asteroidul prezintă o orbită caracterizată de o semiaxă mare de 2,95 ua, o excentricitate de 0,05 și o înclinație de 2,6° în raport cu ecliptica.